# WAOJE
一般社団法人WAOJE（ワオージェ、英語: World Association of Overseas Japanese Entrepreneurs）は、海外在住起業家の故郷である日本を拠点に、日本及び海外における会員の相互支援、会員間交流その他会員に共通する利益を図る活動を行うことをその主たる目的とした組織。

## 沿革
2004年7月に香港にいる7人の起業家で「香港挑戦会」が発足。
以降、アジアや日本の各地に和僑会が発足。
2010年11月和僑総会発足。
2016年12月一般社団法人和僑総会発足。
2017年4月一般社団法人和僑総会を一般社団法人WAOJE に名称変更。

## 主な活動
- WAOJE Global Venture Forum
  - Global Venture Forum in Bangkok (2017)[1]
  - Global Venture Forum in Phnom Penh (2018)[2]
  - Global Venture Forum in Gold Coast (2019)[3]
  - Global Venture Forum in Bangkok (2023)[4]
  - Global Venture Forum in Bengaluru (2023)[5]
  - Global Venture Forum in HAWAII (2024)[6]
- WAOJE ASEAN Venture Forum
  - ASEAN Venture Forum in Phnom Penh (2016)
  - WAOJE ASEAN Venture Forum in Kuala Lumpur (2017)
  - WAOJE ASEAN Venture Forum in Cebu (2018)
- WAOJE Leader Summit
  - WAOJE Leader Summit in Kyoto (2019) [7]
  - WAOJE Leader Summit in Taiwan (2020)　※2020年2月16日、新型コロナウイルス感染の影響を踏まえ、開催中止を発表。
  - WAOJE Leader Summit in Osaka (2022)
  - WAOJE Leader Summit in Okinawa (2023)

## 歴代代表理事
|        | 氏名             | 所属企業                                          | 在任期間              |
| ------ | ---------------- | ------------------------------------------------- | --------------------- |
| 初代   | 迫慶一郎         | SAKO建築設計工社                                  | 2017年4月 - 2018年3月 |
| ２代目 | 猪塚武           | vKirirom Pte., Ltd. A2A Town (Cambodia) Co., Ltd. | 2018年4月 - 2020年3月 |
| ３代目 | 小田原靖         | Personnel Consultant Manpower(Thailand) Co., Ltd. | 2020年4月 - 2022年3月 |
| ４代目 | ハーディング裕子 | ハーディング法律事務所                            | 2022年4月 - 2024年3月 |
| ５代目 | 菱沼一郎         | HISHINUMA & CO. PTE. LTD. 菱沼貿易株式会社        | 2024年4月 -           |

## 拠点

### 東アジア
- 北京
- 大連[8]
- 上海
- 台北

### ASEAN
- クアランルンプール[9]
- シンガポール[10]
- セブ[11]
- バンコク[12]
- プノンペン[13]
- マニラ[14]
- ヤンゴン[15]

### 南アジア
- デリー
- バンガロール
- コロンボ

### オセアニア
- ゴールドコースト[16]

### ヨーロッパ
- ベルリン[17]

### 北米
- ハワイ[18]

### 南米
- サンパウロ[19]

### 日本
- 札幌[20]
- 仙台[21]
- 東京[22]
- 名古屋[23]
- 京都[24]
- 大阪[25]
- 岡山[26]
- 広島[27]
- さぬき[28]
- 福岡[29]
- 沖縄[30]